# 알카흐라바 SC
알카흐라바 FC(아랍어: نادي الكهرباء الرياضي는 바그다드를 연고로 하는 이라크의 축구단이다. 현재 이라크 프리미어리그에 참가하고 있다.

## 우승
- 이라크 1부 리그: 2013-14

## 선수 명단

### 현역
참고: FIFA 자격 규정에 따라 소속된 국가대표팀 국기를 표시합니다. 선수는 복수의 FIFA 비회원국 국적을 가지고 있을 수 있습니다.
| 번호 | 포지션 | 국적     | 이름               |
| ---- | ------ | -------- | ------------------ |
| 14   | MF     | 모리타니 | 모하메드 델라 얄리 |

| 번호 | 포지션 | 국적 | 이름 |
| ---- | ------ | ---- | ---- |

### 역대
틀:알카흐라바 SC 선수 명단